# Lorenzo Salvi
Lorenzo Salvi (Ancona, 4 de mayo de 1810 - Bolonia, 16 de enero de 1879) fue un tenor italiano.
Participó en estrenos de óperas de Gaetano Donizetti y Giuseppe Verdi, por ejemplo en la ópera Oberto de Verdi, el 17 de noviembre de 1839 en el Teatro de la Scala de Milán. Cantó además el papel del Duque de Mantua en la ópera Rigoletto.Interpretó el Himno Nacional Mexicano en su inauguración oficial, 16 de septiembre de 1854, junto a la soprano Balbina Steffenone dirigidos por la batuta de Jaime Nunó, con letra de Francisco González Bocanegra y música de Jaime Nunó.